# Marcel Junod

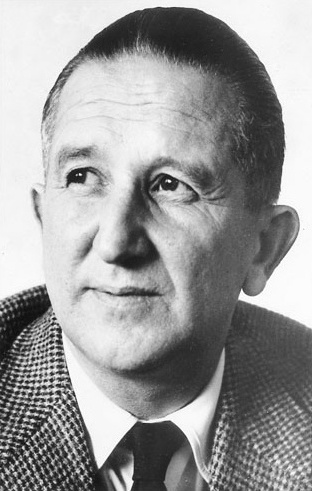
Marcel Junod, 1952

Marcel Junod (* 14. Mai 1904 in Neuchâtel; † 16. Juni 1961 in Genf) war ein Schweizer Arzt. Nach seinem Studium der Medizin und einer kurzen Tätigkeit als Chirurg wurde er Delegierter des Internationalen Komitees vom Roten Kreuz (IKRK). Er war in dieser Funktion im Einsatz in Äthiopien während des Italienisch-Äthiopischen Krieges (1935/1936), in Spanien während des Spanischen Bürgerkrieges (1936–1939) sowie in Europa und Japan während des Zweiten Weltkrieges (1939–1945). Über seine Erlebnisse bei diesen Einsätzen schrieb er ein Buch mit dem Titel «Kämpfer beidseits der Front». Nach dem Krieg war er zunächst für das UN-Kinderhilfswerk UNICEF als Repräsentant in China tätig. Er kehrte 1950 nach Europa zurück und trug entscheidend zur Gründung einer Abteilung für Anästhesiologie am Kantonalen Krankenhaus in Genf bei. Einige Jahre später wurde er der erste Professor für Anästhesiologie an der Universität Genf. Im Jahr 1952 kooptierte das IKRK ihn als Mitglied, und von 1959 bis zu seinem Tod war er Vizepräsident des Komitees.

## Leben

### Kindheit und Ausbildung

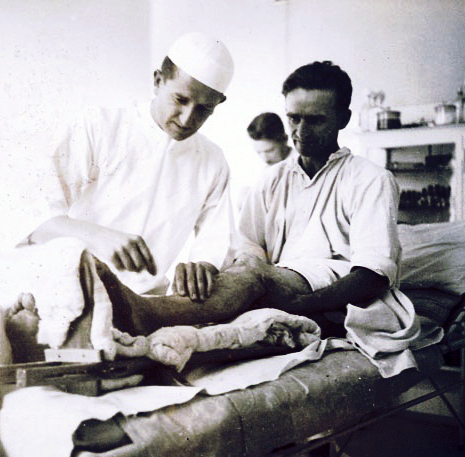
Marcel Junod als Assistenzarzt in Mülhausen (Elsass)

Geboren wurde Marcel Junod als fünftes von sieben Kindern von Richard Samuel Junod (1868–1919) und Jeanne Marguerite Bonnet (1866–1952). Sein Vater arbeitete als Pastor für die Unabhängige Protestantische Kirche von Neuchâtel, zunächst in Bergarbeiterdörfern in Belgien und später in ärmeren Gemeinden in der Nähe von Neuchâtel und La Chaux-de-Fonds in der Schweiz. Hier verbrachte Marcel Junod seine Kindheit. Nach dem Tod ihres Mannes kehrte seine Mutter mit den Kindern in ihre Heimatstadt Genf zurück. Dies ermöglichte Marcel Junod und seinen zwei jüngeren Schwestern, das Genfer Bürgerrecht anzunehmen. Seine Mutter eröffnete mit Unterstützung ihrer Schwester eine Pension, um für sich und ihre Kinder den Lebensunterhalt zu verdienen.
Marcel Junod besuchte bis zu seinem Abschluss im Jahr 1923 das Collège de Genève in Genf, dieselbe Schule, die bereits der Rotkreuzgründer Henry Dunant Mitte des 19. Jahrhunderts absolviert hatte. Bereits während seiner Schulzeit war er als einer der Direktoren der damals in Genf bestehenden Hilfsbewegung für russische Kinder tätig. Aufgrund der großzügigen finanziellen Unterstützung seines Onkels Henri-Alexandre Junod konnte er, seinen Wünschen und Neigungen entsprechend, in Genf und Strasbourg Medizin studieren und erwarb 1929 seinen Abschluss als Doktor der Medizin. Er entschied sich für eine Spezialisierung in Chirurgie und arbeitete diesem Ziel entsprechend als Assistenzarzt am Kantonalen Krankenhaus in Genf und von 1931 bis 1935 an einem Krankenhaus in Mülhausen (Frankreich), wo er seine Ausbildung als Facharzt abschloss und als Leiter einer chirurgischen Klinik tätig war.

### Einsätze als Delegierter für das IKRK

#### Abessinienkrieg 1935/1936

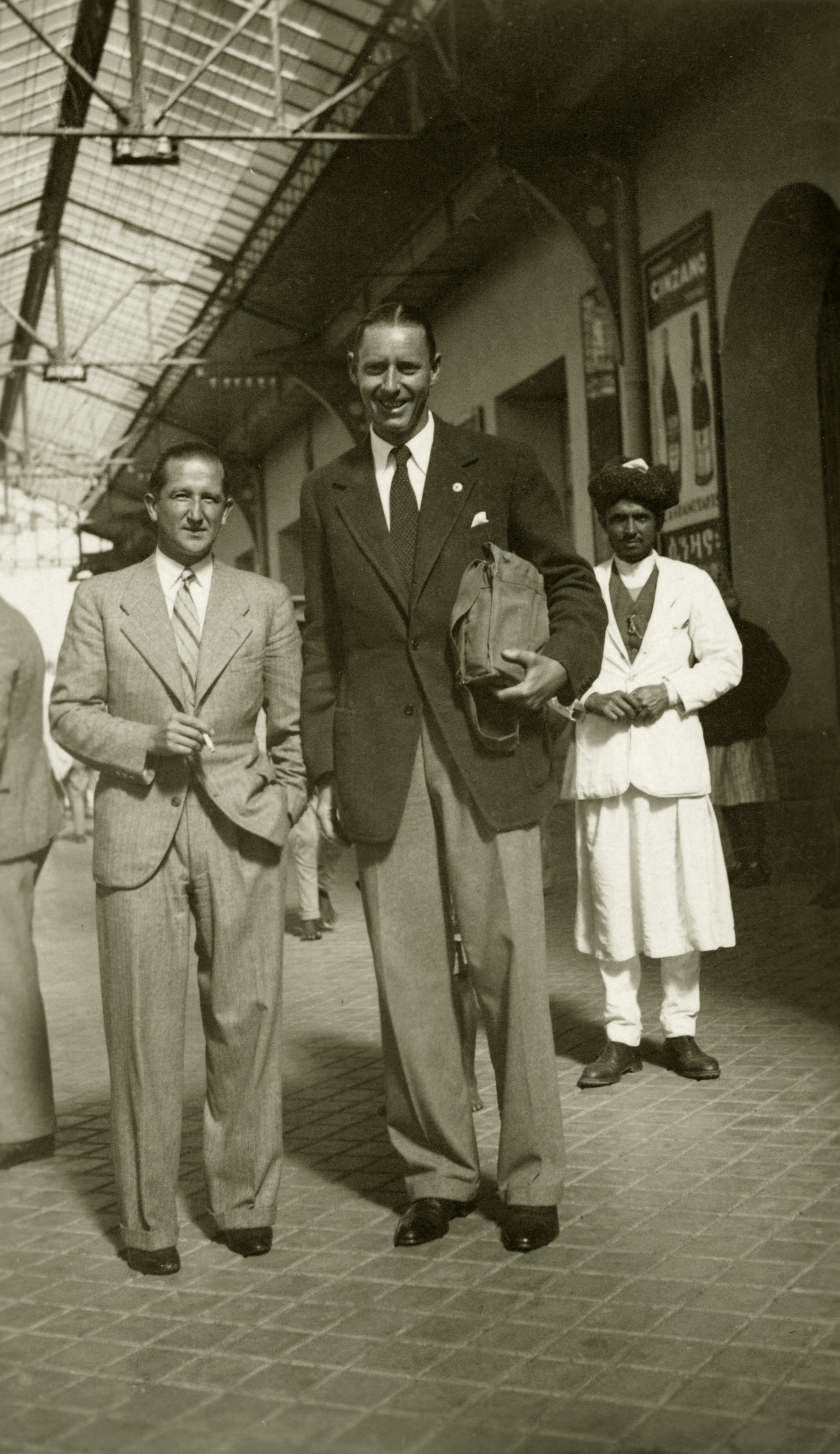
Marcel Junod mit Sidney Brown in Addis Abeba

Unmittelbar nach der Invasion Äthiopiens durch Italien erhielt Marcel Junod am 15. Oktober 1935 einen Anruf eines Freundes aus Genf. Dieser schlug ihm einen Einsatz als Delegierter des IKRK in Äthiopien vor. Ermutigt durch seinen Chefarzt im Krankenhaus in Mülhausen nahm er dieses Angebot an und reiste kurze Zeit später zusammen mit Sidney Brown, einem zweiten IKRK-Delegierten, nach Addis Abeba. Er blieb bis zum Ende des Italienisch-Äthiopischen Krieges im Mai 1936 als IKRK-Delegierter in Äthiopien im Einsatz.
Sidney Brown kümmerte sich aufgrund seiner Erfahrungen in juristischen Fragen der Rotkreuz-Tätigkeit vor allem um den Aufbau einer arbeits- und einsatzfähigen nationalen Rotkreuzgesellschaft. Die Tätigkeit von Marcel Junod konzentrierte sich auf die Arbeit vor Ort, vor allem die Unterstützung und Koordinierung der im Land tätigen ausländischen Rotkreuzambulanzen. Diese wurden von den nationalen Gesellschaften Ägyptens, Finnlands, Großbritanniens, der Niederlande, Norwegens und Schwedens bereitgestellt. Während das erst unmittelbar vor Beginn des Krieges vom IKRK anerkannte Äthiopische Rote Kreuz das Hilfsangebot des IKRK annahm, lehnte das Italienische Rote Kreuz jede Unterstützung durch das IKRK ab.
Zu den schwerwiegendsten Erlebnissen Marcel Junods während dieses Krieges gehörten mehrere Angriffe auf Ambulanzen des Roten Kreuzes durch die italienischen Streitkräfte und durch äthiopische Banden. Allein bei der Bombardierung der Schwedischen Ambulanz am 30. Dezember 1935 wurden 28 Rotkreuzmitarbeiter und Patienten getötet und 50 Menschen verwundet. Darüber hinaus wurde er Zeuge einer Reihe von weiteren Ereignissen während dieses Krieges, der in seinem gesamten Verlauf durch extreme Unterschiede in der technischen und personellen Ausstattung der beteiligten Streitkräfte und ihrer Sanitätsdienste gekennzeichnet war. Hierzu zählen unter anderem die Bombardierung der Stadt Dessie durch die italienische Luftwaffe, der Einsatz des Kampfstoffes Yperit (Senfgas) gegen die äthiopische Bevölkerung in den Städten Dagabur und Sassabaneh, und die Plünderung von Addis Abeba in den letzten Tagen des Krieges.

#### Spanischer Bürgerkrieg 1936–1939

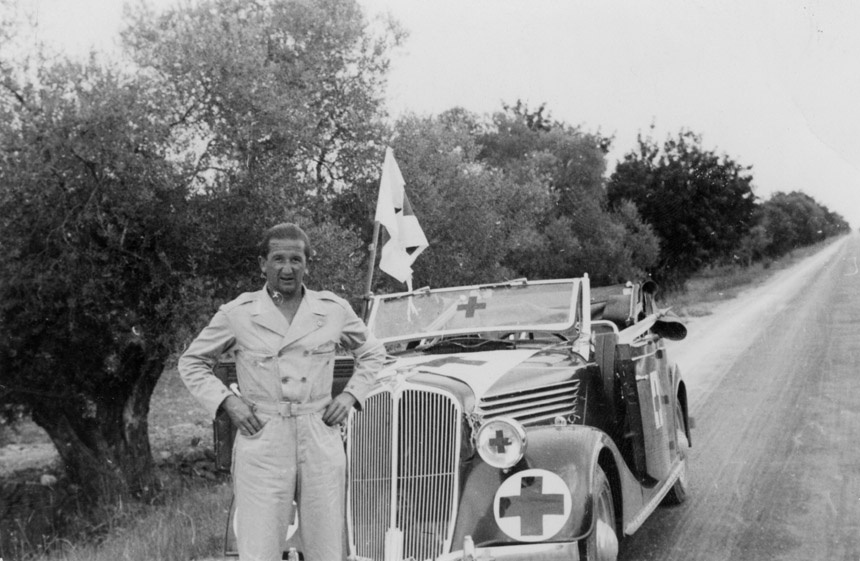
Marcel Junod während des Bürgerkrieges unterwegs in Spanien

Im Juli 1936 suchte das IKRK einen Delegierten für eine Erkundungsmission nach Spanien, wo unmittelbar zuvor der Bürgerkrieg ausgebrochen war. Die Wahl fiel erneut auf Marcel Junod. Aus einer geplanten Dauer von ca. drei Wochen wurde ein Einsatz von über drei Jahren. Das IKRK erweiterte im Laufe des Krieges seine Mission in Spanien auf zeitweise bis zu neun Delegationen in den verschiedenen Regionen des Landes. Marcel Junod wurde zum leitenden Delegierten der gesamten Mission.
Erschwert wurde die Tätigkeit des Roten Kreuzes in diesem Konflikt insbesondere durch die Tatsache, dass die Genfer Konventionen als rechtliche Grundlage der IKRK-Aktivitäten keine Relevanz für Bürgerkriegssituationen besaßen. Als Lösung für dieses Problem machte Marcel Junod den Vorschlag, eine Kommission aus Repräsentanten des IKRK sowie der Rotkreuz-Gesellschaften der beteiligten Konfliktparteien zu bilden. Diese Kommission sollte sich vor allem um die Freilassung von Frauen und Kindern, die Einrichtung von neutralen Internationalen Zonen und die Erstellung vollständiger Gefangenenlisten kümmern. In den Wirren des Krieges wurde dieser Vorschlag jedoch nie umgesetzt.
Trotz der sich aus der unklaren Rechtslage ergebenden Schwierigkeiten gelang es Marcel Junod, die beteiligten Konfliktparteien von der Unterzeichnung und weitestgehenden Einhaltung einer Reihe von Abkommen zu überzeugen und vor allem durch die Aushandlung von Gefangenenaustauschen eine große Zahl von Menschenleben zu retten. Vor dem Fall Barcelonas erreichte er die Freilassung von 5.000 Gefangenen, deren Leben durch die Kämpfe um die Stadt akut bedroht waren. Des Weiteren organisierte er die Nachforschung und den Informationsaustausch über Vermisste und Gefangene durch Rot-Kreuz-Karten, von denen bis Ende des Spanischen Bürgerkrieges rund fünf Millionen Stück ausgetauscht wurden.

#### Zweiter Weltkrieg 1939–1945

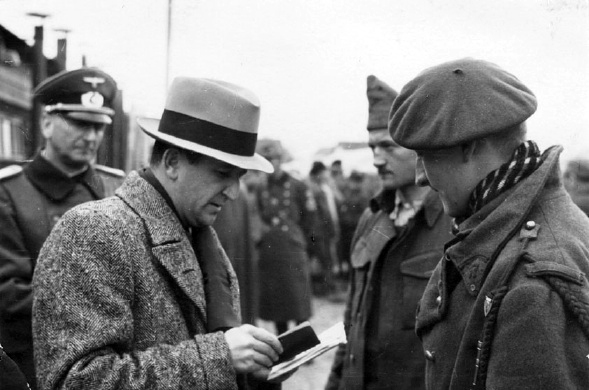
Marcel Junod beim Besuch von Kriegsgefangenen in Deutschland.
(© Benoit Junod, Switzerland)

Nach Ausbruch des Zweiten Weltkrieges wurde Marcel Junod durch einen Brief des IKRK nach Genf gerufen und für einen erneuten Einsatz als Delegierter von seiner Tätigkeit als Sanitätsoffizier in der Schweizer Armee entbunden. Er begann seine Mission am 16. September 1939 in Berlin. Am 20. September trat er «mit den zuständigen Regierungsstellen und mit dem deutschen Roten Kreuz in Erörterungen [ein] […], um die Richtlinien für die praktische Zusammenarbeit festzulegen». Junod blieb für lange Zeit der einzige IKRK-Delegierte in Deutschland sowie allen im weiteren Kriegsverlauf besetzten Gebieten. Bereits elf Tage später, am 27. September, besuchte er erstmals ein Lager mit polnischen Kriegsgefangenen. Im Juni 1940 gelang es ihm durch einen Besuch in Frankreich, die angedrohte Erschiessung von französischen Kriegsgefangenen zu verhindern, die von der deutschen Seite als Vergeltungsmaßnahme für die irrtümlich angenommene Hinrichtung von gefangenen deutschen Fallschirmjägern geplant war. Darüber hinaus organisierte er erneut den Austausch und die Weiterleitung von Informationen über Kriegsgefangene, diesmal mit Unterstützung durch die IKRK-Zentralstelle für Kriegsgefangene in Genf.
Schwerpunkt seiner Tätigkeit in diesem Krieg wurde die Überwachung der Einhaltung der Genfer Konventionen in den Kriegsgefangenenlagern sowie die Versorgung der notleidenden Zivilbevölkerung in den besetzten Gebieten mit Lebensmitteln und medizinischen Hilfeleistungen. Der Einsatz für die Zivilbevölkerung war nicht Teil der durch die Genfer Konventionen definierten Aufgaben und Kompetenzen des IKRK. Diesem Umstand wurde durch den Abschluss der Vierten Genfer Konvention (Genfer Abkommen über den Schutz von Zivilpersonen in Kriegszeiten) im Jahr 1949 Rechnung getragen. Für die logistische Unterstützung der Aktivitäten des IKRK zugunsten der Zivilbevölkerung während des Zweiten Weltkrieges setzte Marcel Junod den erstmaligen Einsatz von Rotkreuz-Schiffen durch, die mit spezieller, weithin sichtbarer Markierung den neutralen Transport von Hilfsgütern abwickelten. Bereitgestellt wurden diese Schiffe unter anderem von Belgien («Caritas I», «Caritas II» und «Henri Dunant»), der Türkei («Kurtulus», «Dumlupinar») und Schweden («Hallaren», «Stureborg»). Trotz ihrer deutlich erkennbaren Markierung als Rotkreuz-Transport wurde die «Stureborg», unterwegs mit internationaler Besatzung, am 9. Juni 1942 durch einen Bombentreffer eines italienischen Flugzeugs versenkt.
Im Dezember 1944 heiratete Marcel Junod Eugénie Georgette Perret (1915–1970), eine Angestellte der IKRK-Zentralstelle für Kriegsgefangene. Nach einer Pause als IKRK-Delegierter von 1943 bis 1944, in der er unter anderem im IKRK-Hauptquartier in Genf tätig war, wurde er im Juni 1945 vom IKRK nach Japan geschickt, während seine Frau ein Kind erwartete. Seine ursprüngliche Mission war der Besuch der in Japan internierten Kriegsgefangenen und die Überwachung der Einhaltung der Genfer Konventionen in den japanischen Lagern. Am 9. August kam er in Tokio an.

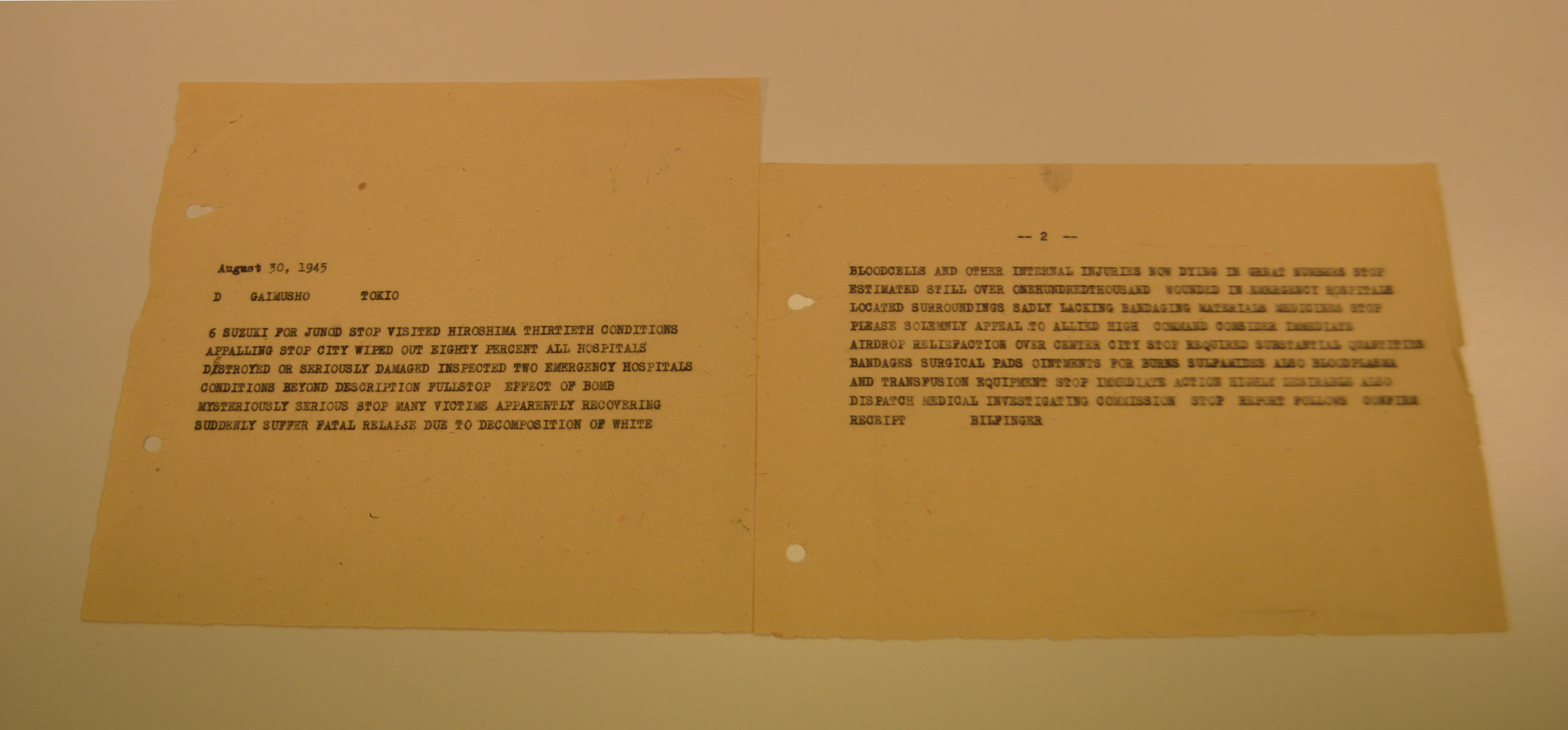
Hiroshima-Telegramm vom IKRK-Delegierten Fritz Bilfinger an Junod

Nach dem Abwurf US-amerikanischer Atombomben am 6. August 1945 auf Hiroshima und am 9. August 1945 auf Nagasaki sowie der darauf folgenden Kapitulation Japans am 15. August 1945 organisierte Marcel Junod die Evakuierung der Kriegsgefangenenlager und die Rettung der oft schwer kranken Gefangenen durch alliierte Streitkräfte. Am 30. August erhielt er durch einige Fotos sowie einen telegrafischen Bericht erstmals eine Schilderung der Zustände in Hiroshima nach dem Atombombenabwurf. Er stellte daraufhin eine Hilfsmission für Hiroshima zusammen und war am 8. September der erste ausländische Arzt, der die Stadt erreichte, zusammen mit einer amerikanischen Untersuchungskommission, zwei japanischen Ärzten und 15 Tonnen medizinischen Hilfsgütern. Er verbrachte dort fünf Tage, in denen er alle Krankenhäuser besuchte, die Verteilung der Hilfsgüter überwachte und selbst ärztliche Hilfe leistete. Die Fotos aus Hiroshima, die er dem IKRK zur Verfügung stellte, gehörten zu den ersten Bildern der Stadt nach dem Atombombenabwurf, die Europa erreichten.

### Leben nach dem Zweiten Weltkrieg

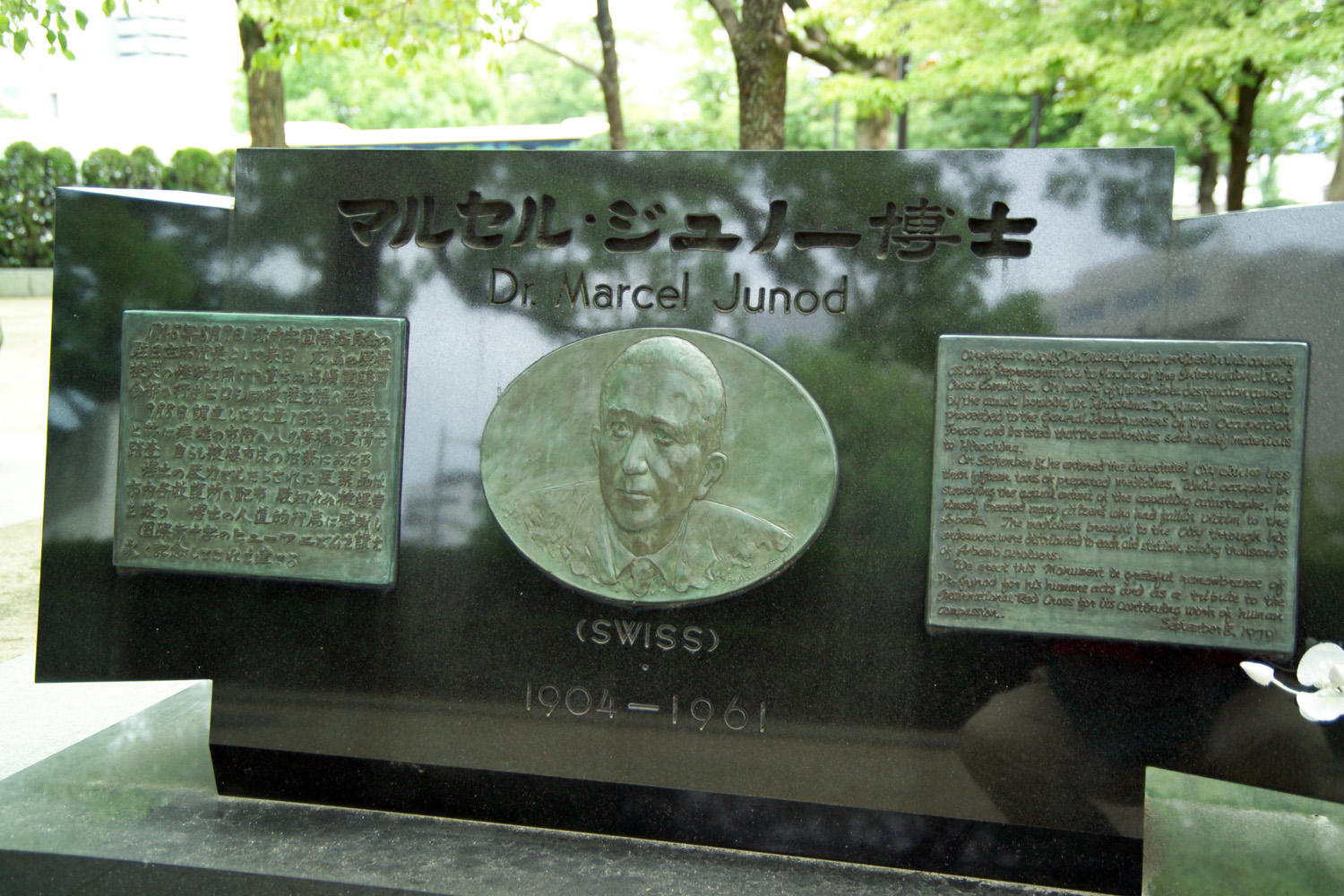
Gedenkstätte für Marcel Junod im Friedenspark Hiroshima

Seine Mission in Japan sowie anderen Ländern in Asien dauerte noch bis April 1946, bevor er in die Schweiz zurückkehren konnte. Die Geburt seines Sohnes Benoit im Oktober 1945 erlebte er deshalb nicht selbst mit. Nach seiner Rückkehr schrieb Marcel Junod sein Buch «Le Troisième Combattant» (englischer Titel «Warrior Without Weapons»), das 1947 deutschsprachig unter dem Titel «Kämpfer beidseits der Front» erschien, und in dem er in sehr persönlicher Weise seine Erlebnisse während seiner Missionen für das IKRK beschreibt (weitere Veröffentlichungen in Spanisch, Dänisch, Schwedisch, Holländisch, Japanisch und Serbokroatisch). Dieses Buch wird deshalb manchmal auch als «Bettlektüre aller jungen IKRK-Delegierten» bezeichnet.
Von Januar 1948 bis April 1949 war er, auf Einladung des damaligen UNICEF-Direktors Maurice Pate, als Repräsentant des Kinderhilfswerkes der Vereinten Nationen in China aktiv, musste diese Tätigkeit jedoch wegen einer Erkrankung abbrechen. Aufgrund dieser Erkrankung wurde es ihm unmöglich, für längere Zeit zu stehen. In der Folge musste er eine Tätigkeit für die Weltgesundheitsorganisation WHO ebenso ablehnen wie seinen Beruf als Chirurg aufgeben. Er suchte und fand mit der Anästhesiologie eine neue Spezialisierungsrichtung, die ihm eine Tätigkeit im Sitzen ermöglichte. Seine Ausbildung als Anästhesist führte ihn unter anderem nach Paris und London. Im Jahr 1951 kehrte er nach Genf zurück, wo er zunächst eine eigene Praxis eröffnete. Er arbeitete damit, nach über 15 Jahren, erstmals seit seiner Zeit am Krankenhaus in Mülhausen wieder in seinem ursprünglichen Beruf als Arzt. 1953 gelang es ihm, die Leitung des Kantonalen Krankenhauses von Genf von der Einrichtung einer Abteilung für Anästhesiologie zu überzeugen, deren Leiter er später wurde. Darüber hinaus konnte er sich nun auch Forschungsarbeiten widmen, deren Ergebnisse er in mehreren Kongressbeiträgen und Veröffentlichungen präsentierte.

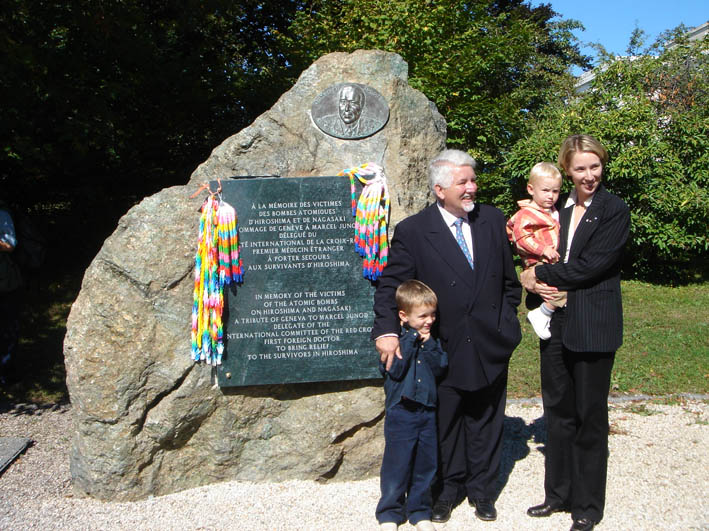
Marcel Junods Sohn Benoit und Familie vor dem Denkmal in Genf

1946 sollte ihm für seinen Einsatz für alliierte Soldaten in Japan die Medal of Liberty der Vereinigten Staaten verliehen werden. Dies war jedoch nicht möglich aufgrund einer Bestimmung, die Schweizer Staatsbürgern während ihrer Verpflichtung für die Schweizer Armee die Annahme ausländischer Auszeichnungen untersagte.
Vier Jahre später erhielt er für seine humanitäre Tätigkeit die «Prinz Karl von Schweden» Goldmedaille für Frieden. Am 23. Oktober 1952 wurde er als Mitglied in das IKRK berufen und 1959 zu dessen Vizepräsidenten gewählt. Zu Beginn des Jahres 1953 verlegte er seinen Wohnsitz nach Lullier (Gemeinde Jussy), einem kleinen Dorf in der Nähe von Genf, um Ruhe und Ausgleich für seine doppelte Belastung durch seinen Beruf als Arzt und seine Tätigkeit für das IKRK zu finden. Seinen Urlaub verbrachte er in dieser Zeit oft in Spanien bei Freunden in Barcelona, die er während seines Einsatz im Spanischen Bürgerkrieg kennengelernt hatte. Seine Funktionen als Mitglied und Vizepräsident des IKRK führten ihn unter anderem 1957 nach Budapest, Wien, Kairo sowie zur Internationalen Rot-Kreuz-Konferenz nach Neu-Delhi. Im gleichen Jahr wurde das IKRK von der Rotkreuz-Gesellschaft Nordkoreas um Vermittlung bei Verhandlungen mit dem Südkoreanischen Roten Kreuz zur Zusammenführung von Familien gebeten. Marcel Junod reiste aus diesem Grund im September 1959 zu Gesprächen nach Seoul. Weitere Reisen im Auftrag des Komitees führten ihn 1960 unter anderem zu mehreren Besuchen nationaler Rot-Kreuz-Gesellschaften in die Sowjetunion, nach Taiwan, Thailand, Hong Kong, Japan, Kanada und die USA. Im Dezember 1960 wurde er zum Professor für Anästhesiologie an die Medizinische Fakultät der Universität Genf berufen.
Am 16. Juni 1961 starb Marcel Junod an den Folgen eines massiven Herzinfarkts, den er bei seiner Tätigkeit als Anästhesist während einer Operation erlitt. Das IKRK bekam über 3.000 Beileidsbekundungen aus aller Welt. Am 8. September 1979 erhielt Marcel Junod – als einzige Person – eine Gedenkstätte im Friedenspark Hiroshima. Seit 1990 findet dort jedes Jahr an seinem Todestag eine Gedenkveranstaltung zu seinen Ehren statt. Postum im selben Jahr erhielt er den japanischen Orden des Heiligen Schatzes. Am 13. September 2005, 60 Jahre nach dem Ende seines Einsatzes in Hiroshima, wurde in Genf ein ähnliches Denkmal durch die Stadt- und Kantonsverwaltungen eingeweiht.

## Schriften (Auswahl)
- Kämpfer beidseits der Front. Europa Verlag, Zürich und Wien 1947 (deutsche Erstausgabe), IKRK, Genf 1982
- Le Troisième Combattant. Ringier & Cie, Zofingen 1947 (französische Erstausgabe), IKRK, Genf 1982
- Warrior without Weapons. Jonathan Cape, London 1951 (englische Erstausgabe), IKRK, Genf 1982
- The Hiroshima Disaster. IKRK, Genf 1982